# Aéroport de Muskoka
L'aéroport de Muskoka est un aéroport situé en Ontario, au Canada.